# نادي الوند همدان
نادي الوند همدان لكرة القدم (بالفارسية: باشگاه فوتبال الوند همدان) ، هي نادي إيراني لكرة القدم، أسست عام 1978م وجدد التأسيس عام 2007م، وتقع مقرها في مدينة همدان الإيرانية.